# Alphabet Inc.
Alphabet Inc. (чете се Алфабет) е холдинг, разположен в гр. Маунтин Вю, щата Калифорния (САЩ).
Притежава няколко компании, които по-рано са били владение на Google Inc., както и самата Google Inc. в това число. Начело на холдинга застават съоснователите на Google Лари Пейдж и Сергей Брин. Реорганизацията на Google в Alphabet е завършена на 2 октомври 2015 г.
Всички акции на Google се преобразувани в акции на Alphabet и продължават да се търгуват на NASDAQ като GOOGL и GOOG (клас А – GOOGL, с право на един глас, и клас C – GOOG, без право на глас). Има също акции от клас В, даващи на притежателите им десет гласа. Единствените притежатели на акции от този клас са основателите на Google Лари Пейдж и Сергей Брин, а също и бившия CEO на компанията Ерик Шмид.
На 1 февруари 2016 г. Alphabet става най-голямата компания в света по пазарна капитализация, изпреварвайки компанията Apple.
Плановете за създаване на холдинга са обявени на 10 август 2015 г.
През 2018 г. компанията заема първо място в списъка на 500-те най-добри работодатели в света според мнението на списание Forbes.
През декември 2019 г. Лари Пейдж обявява, че напуска поста генерален директор, а Сергей Брин – поста на президент на Alphabet: „Alphabet и Google не се нуждаят от двама, генерален директор и президент“. Длъжността генерален директор на Alphabet заема Сундар Пичай, а длъжността президент на Alphabet е премахната.